# Entzheim
Entzheim é uma comuna francesa na região administrativa de Grande Leste, no departamento Baixo Reno. Estende-se por uma área de 8,16 km². Em 2010 a comuna tinha 2 446 habitantes (densidade: 299,8 hab./km²).